# Drassyllus alachua
Espèce
Drassyllus alachua est une espèce d'araignées aranéomorphes de la famille des Gnaphosidae.

## Distribution
Cette espèce est endémique de Floride aux États-Unis,. Elle se rencontre dans les comtés d'Alachua et de Sainte-Lucie.

## Description
Le mâle holotype mesure 4,39 mm et la femelle paratype 4,70 mm.

## Étymologie
Son nom d'espèce lui a été donné en référence au lieu de sa découverte, le comté d'Alachua.

## Publication originale
- Platnick & Shadab, 1982 : A revision of the American spiders of the genus Drassyllus (Araneae, Gnaphosidae). Bulletin of the American Museum of Natural History, no 173, p. 1-97 (texte intégral).